# 胡亶
胡亶，字保林，浙江仁和縣人，清初政治人物，進士出身。

## 生平
順治三年（1646年）丙戌科浙江鄉試舉人，順治六年（1649年），己丑科登進士，選庶吉士。散館後授翰林院編修，官至右通政。